# RAF Croughton

i7
i11
i13
Die Royal Air Force Station Croughton, kurz RAF Croughton, ist ein von den United States Air Forces in Europe (USAFE) genutzter Militärflugplatz im Vereinigten Königreich, südöstlich Croughton zwischen Brackley und Bicester in der Grafschaft Northamptonshire, East Midlands. Flugbetrieb findet hier nicht mehr statt, die Basis dient insbesondere als Kommunikationsstützpunkt. Sie dient mutmaßlich auch der amerikanischen NSA als wichtiger Knoten ihrer Auslandsaufklärung.

## Geschichte
RAF Croughton wurde 1938 als Brackley Landing Ground eröffnet und 1940 zunächst in RAF Brackley und schließlich in RAF Croughton umbenannt. Das mit drei Graspisten ausgerüstete Flugfeld diente der benachbarten Station RAF Upper Heyford zwischen Sommer 1940 und Sommer 1942 als Satellitenflugplatz für die Ausbildung von Besatzungen des RAF Bomber Commands. Nach neunmonatigem Aufenthalt einer Lastensegler-Schule diente die Basis bis Herbst 1944 erneut der Schulung von Crews mehrmotoriger Flugzeuge als Außenplatz von RAF Kidlington. Anschließend wurde sie erneut zur Lastensegler-Schulung verwendet. Im Mai 1946 endete die Nutzung durch die RAF.
Im Jahr 1950 übernahm die amerikanische Luftwaffe RAF Croughton und nutzt das Areal seither zur Kommunikation. Auch die amerikanischen Geheimdienste wie die NSA nutzen die Kommunikations-Infrastruktur zur Weiterleitung ihrer Daten in die USA, mutmaßlich bis 2011 auch die belauschten Handygespräche der deutschen Bundeskanzlerin Angela Merkel.
Mehrjährige diplomatische Spannungen löste 2019 ein Autounfall vor der Zufahrt aus, bei dem der 19-jährige Harry Dunn ums Leben kam.